# Chileense vogelspin

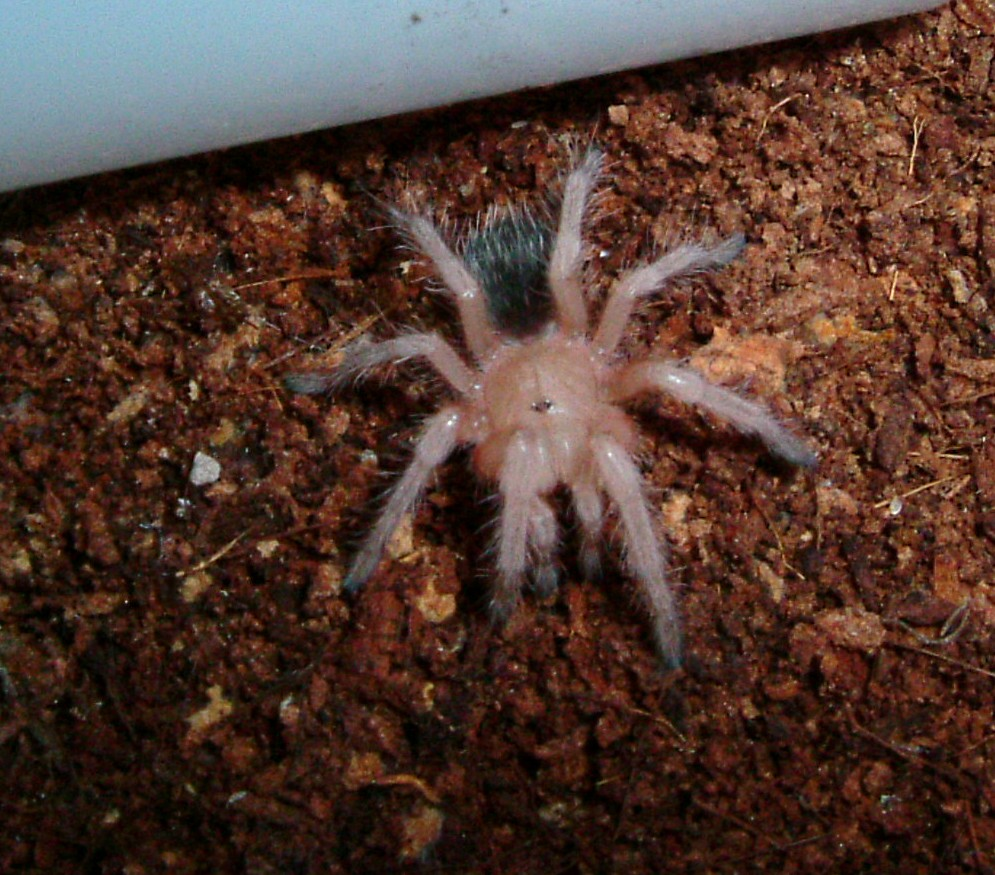
Juveniel

De Chileense vogelspin (Grammostola rosea) is een bodembewonende vogelspin die afkomstig is uit de Atacama-woestijn in Chili. Het is, net zoals de Mexicaanse roodknievogelspin, een erg populaire vogelspinnensoort om te houden als huisdier. Dit komt door het feit dat deze spinnen vrij goedkoop en niet agressief zijn. In een dierentuin zoals Artis mogen de vogelspinnen zelfs worden vastgepakt.
De Chileense vogelspinnen laten zich ook makkelijk kweken. Vele honderden jonge spinnetjes komen na 8 weken uit hun cocon gekropen. De vrouwtjes kunnen ongeveer 20 jaar oud worden, alhoewel ze erg traag groeien. Het dier wordt ongeveer 6 cm groot en is pas na ongeveer 5-6 jaar volwassen.

## Leefgebied
Chileense vogelspinnen leven in vrij droge gebieden, halfwoestijnen en woestijnen, waar ze ondiepe holen graven of tussen de struiken leven. In een terrarium hebben ze een temperatuur van 25 tot 30 °C nodig en een luchtvochtigheid tussen de 60 en 70%. Een luchtvochtigheid van meer dan 80% is dodelijk voor deze dieren.

## Voedsel
Het voedsel van de Chileense vogelspin bestaat zoals als bij andere vogelspinnen, voornamelijk uit insecten, bij volwassen dieren soms uit een nestmuis of nestrat.

## Gedrag
Deze spin staat bekend als zeer rustig en ze zal niet gauw aanvallen of met brandharen gooien, wanneer ze zich bedreigd voelt. Ze zal eerder proberen voor het gevaar te vluchten en haar verdedigingstechnieken pas als laatste uitvlucht kiezen. Toch moet men steeds uitkijken met eventueel hanteren, want een ongeluk is snel gebeurd. Dit houdt in: bij zowel een beet van de spin als het laten vallen (als de spin van een grote hoogte valt) barst het abdomen open.

## Wetenswaardigheden
Chileense vogelspinnen komen soms mee met geïmporteerd fruit, zoals druiven uit Chili.